# Le Plessis-Dorin
Le Plessis-Dorin là một xã thuộc tỉnh Loir-et-Cher trong vùng Centre-Val de Loire miền trung nước Pháp.